# Димо Сяров
Димо Петров Сяров е български писател, драматург и търговец.

## Биография
Димо Сяров е роден на 1 октомври 1888 г. в Ловеч, в семейството на Петър Серев. Завършва икономически науки в Цюрих, Швейцария. Доктор по политическа икономия.
Участва като запасен офицер в Първата световна война. Поручик в състава на Тридесет и четвърти пехотен троянски полк. След тежко раняване в боевете при Дойран има проблеми със слуха си.
Литературната си работа започва с романите „Песента на Пана“ (1914) и „Вълшебното царство“ (1920). Продължава с пиесата „Камбаните на Свети Климент“ (1929), „Трагедията на Боров“ (1932, с прототип П. К. Яворов“, „Световният шампион Никола Петров“ (1951), „Трапецът на смъртта“ (1959). Пише разкази, очерци и пътеписи: „Юнгфрау“ (1938), „Очите на България“ (1942), „За тебе, Бяло море!“ (1942), „Страшната сила“ (1956), „Виденията на скитника“ (1963). Член на Съюза на българските писатели.
През 1945 г. е осъден от X състав на т.нар. Народен съд на 1 година тъмничен затвор и да заплати 1 млн. лева глоба, при несъбираемост заменима с 6 месеца тъмничен затвор.